# Mnemosyne levata
Mnemosyne levata är en insektsart som beskrevs av Van Stalle 1988. Mnemosyne levata ingår i släktet Mnemosyne och familjen kilstritar. Inga underarter finns listade i Catalogue of Life.